# تک‌همسری در نخستیان
نخستیان ِ نامردم در مطالعات پیرامون گرایش‌های انسان در جفت‌گیری، همواره مورد توجه بوده‌اند. پژوهشگران با مطالعهٔ رفتار ایشان می‌توانند که در مورد گرایش‌های جفتگیرانهٔ انسان و رفتارهای مربوط بدان، دست به تعمیم یا برون‌یابی زنند یا دست‌کم آنها را بهتر بفهمند. برای نمونه اگر درصد تک‌همسری در نخستیان بالا باشد (مثلاً در قیاس با دیگر پستانداران) و تک‌همسری پدیده‌ای فراگیر در اجتماعات ایشان باشد ممکن است عده‌ای با تعمیم این اطلاعات به اجتماعات آدم‌نمایان نخستین و اجداد زیست‌شناختی مردم امروزی بر باور طبیعی‌تر بودن تک‌همسری در قیاس با چندهمسری پای فشارند.
وانگهی مطالعات اولیه، گویای درصد بسیار بالای تک‌همسری در نخستیان (در قیاس با دیگر پستانداران) بودند که به‌طبع منجر به ابراز عقایدی از آن دست که ذکر شد شدی. اما مطالعات اخیر نتایج پیشین را به چالش گرفته‌اند. از جمله خرده‌هایی که بر پژوهشهای پیشین گرفته شده‌است این است که «تک‌همسری» به عنوان یک اصطلاح کلی و بیش از حد مبهم تر و خشک را یک‌کاسه کرده‌است. به بیان دقیق‌تر تک‌اصطلاح «تک‌همسری» برای تعریف و بیان ساختارهای اجتماعی گونه‌گون که چیزی جز یکی شباهت محو با یکدیگر نمی‌دارند و اصلاً بر دست فشارهای تکاملی متفاوت ایجاد شده‌اند، به کار رفته‌است.
به علاوه پژوهش‌های بیشتر ثابت کرده‌است که ساختار اجتماعی گروههای نخستیان پیچیده‌تر از آن است که به راحتی در یکی قالبِ ازپیش‌تعیین‌شده جای گیرد. برای نمونه، تا مدت‌ها گیبون‌ها نخستیان تک‌همسر «آرمانی» تلقی شدندی که در گروههایی که دربردارندهٔ یکی جفت بالغ و فرزندان ایشان است، می‌زیند. اما اینک ثابت شده‌است که پیوندهای میان جفتان به آن سفت‌وسختی که پیشتر انگاشته شدی، نیست.
همکنون به نظر می‌آید که درصد نخستیان «واقعاً تک‌همسر» چون آنِ دیگر پستانداران است.

## فهرست منابع و مآخذ
- Fuentes, A (1998). "Re-evaluating primate monogamy". American Anthropologist, 100(4):890–907.